# Femorbiona
Genre
Femorbiona est un genre d'araignées aranéomorphes de la famille des Clubionidae.

## Distribution
Les espèces de ce genre se rencontrent en Chine et au Viêt Nam.

## Liste des espèces
Selon World Spider Catalog (version 22.5, 09/08/2021) :
- Femorbiona brachyptera (Zhu & Chen, 2012)
- Femorbiona phami Yu & Li, 2021
- Femorbiona shenzhen Yu & Li, 2021

## Publication originale
- Zhang, Yu & Li, 2021 : « Femorbiona gen. nov., a new genus of sac spiders (Araneae, Clubionidae) from Southeast Asia. » ZooKeys, no 1052, p. 25-41 (texte intégral).